# Darryn Binder
Darryn Binder (* 21. Januar 1998 in Potchefstroom) ist ein südafrikanischer Motorradrennfahrer.
Wie sein älterer Bruder Brad geht Darryn Binder in der Motorrad-Weltmeisterschaft an den Start.

## Karriere
Der 175 cm große Binder begann seine Rennsportkarriere im Kart, ehe er im Alter von acht Jahren auf zwei Räder wechselte. In seiner Heimat Südafrika nahm er fortan an Motocross-Rennen teil. Im Jahr 2011 wechselte er zum Straßenrennsport.
Ab dem Jahr 2013 startete Binder im Red Bull MotoGP Rookies Cup. Seine erste Saison beendete er auf Rang 15, das Jahr 2014 auf Rang 13.

### Motorrad-Weltmeisterschaft

#### Moto3-Klasse
2015 fuhr Darryn Binder seine erste Saison in der Motorrad-Weltmeisterschaft und startete für das Outox Reset Drink Team auf einer Mahindra. Er erreichte in dieser Saison in keinem Rennen die Punkteränge.
Im Jahr 2016, als sein Bruder Brad Binder überlegen Weltmeister in der Moto3-Klasse wurde, fuhr Darryn Binder auf einer Mahindra des Teams Platinum Bay Real Estate viermal in die Punkteränge. Bestes Einzelresultat war der vierte Platz beim Großen Preis von Australien auf Phillip Island. Im Gesamtklassement belegte er mit 27 Punkten Rang 25.
2017 ging Binder weiterhin für Platinum Bay Real Estate in der Moto3-WM an den Start. Das Team setzte nun aber KTM-Maschinen statt Mahindras ein. Er zeigte in der ersten Saisonhälfte aufsteigende Form und fuhr in den ersten neun Rennen insgesamt sechsmal in die Punkteränge. Bestes Einzelresultat war wiederum ein vierter Platz. In den übrigen neun Rennen blieb er aber jeweils ohne Punkte. In der Gesamtwertung belegte er mit 35 Punkten Rang 19.
Die Saison 2018 bestritt Binder im Team Red Bull KTM Ajo. Er erreichte achtmal die Punkteränge und feierte beim drittletzten Rennen, dem Großen Preis von Japan, mit dem dritten Platz seinen ersten Podestplatz in der Motorrad-WM. Dabei verfehlte er den zweiten Platz, den Lorenzo Dalla Porta belegte, nur um eine Tausendstelsekunde. Auf den Sieger Marco Bezzecchi hatte er nur 42 Tausendstelsekunden Rückstand. Mit insgesamt 57 Punkten beendete Binder die Saison auf Rang 17 der Gesamtwertung.
Zur Saison 2019 wechselte Binder innerhalb der Moto3-Klasse zum Team CIP Green Power, wo er wiederum eine KTM pilotierte. Das Jahr begann mit einem Sturz im Auftaktrennen in Katar punktelos. Im zweiten Saisonrennen, dem Großen Preis von Argentinien, erreichte er mit dem zweiten Platz hinter Jaume Masiá erneut einen Podestplatz und sein bis dahin bestes Resultat in dieser Klasse. Binder beendete neun Rennen in den Punkterängen, erzielte im Saisonverlauf 54 Zähler und beendete das Jahr auf Rang 22 im Gesamtklassement.
Die Saison 2020 begann für Binder im Team CIP Green Power wieder mit einem Sturz und punktelos. In der coronabedingt auf 15 Rennen verkürzten Saison fuhr er zehnmal in die Punkteränge, davon achtmal in die Top 6. Beim Großen Preis von Katalonien gelang ihm sein erster Sieg in der Motorrad-Weltmeisterschaft. Es folgte der zweite Platz beim Großen Preis von Aragonien. Die Saison beendete Binder mit 122 Punkten auf Rang acht der Gesamtwertung. Dies war seine bis dahin erfolgreichste Saison in der Motorrad-Weltmeisterschaft.
Zur Saison 2021 wechselte Binder ins malaysische Team Petronas Sprinta Racing, wo er eine Honda pilotierte. Er konnte an die Erfolge der Vorsaison anknüpfen und begann die Saison mit zwei Podestplätzen. Jedoch konnte er diese Form nicht halten. Im Rest der Saison hatte er Mühe, unter die besten sechs zu fahren. Beim Großen Preis der Algarve am 7. November auf dem Autódromo Internacional do Algarve nahe Portimão in Portugal griff Binder mit einem waghalsigen Manöver direkt in den Kampf um den WM-Titel ein. Er bremste in der letzten Runde die dritte Kurve derart spät an, dass er die vor ihm fahrenden Sergio García und Dennis Foggia zu Sturz brachte. Binder blieb im Rennen und wurde Vierter, wurde von der Rennleitung wegen „unverantwortlichen Fahrens“ allerdings direkt nach dem Rennen disqualifiziert. Foggia, der vor dem Rennen noch eine rechnerische Chance auf den WM-Titel gehabt hatte, fiel aus und Pedro Acosta sicherte sich mit dem Rennsieg den Titel. Der Vorfall sorgte wegen Binders bereits feststehenden Wechsels in die MotoGP-Klasse auch unter den dort aktiven Piloten für Diskussionen. Von 18 Rennen beendete er 13 in den Punkterängen. Im Gesamtklassement belegte er mit 136 Punkten Rang sieben.

#### MotoGP-Klasse
Zur Saison 2022 wechselte Binder überraschend in die MotoGP-Klasse und ging für das WithU Yamaha RNF MotoGP Team, das aus dem aufgelösten Team Petronas Sprinta Racing entstanden war, auf einer Yamaha an den Start. Sein Teamkollege war zu Saisonbeginn Andrea Dovizioso, der im Saisonverlauf seinen Abschied verkündete und für die letzten sechs Rennen durch Cal Crutchlow ersetzt wurde. In 20 Rennen erreichte Binder dreimal die Punkteränge. Er beendete die Saison mit zwölf Punkten auf Rang 24 der Gesamtwertung und musste nach nur einer Saison die MotoGP-Klasse wieder verlassen, da sein Vertrag endete und er kein neues Team fand.

#### Moto2-Klasse
Seit der Saison 2023 fährt Binder in der Moto2-Klasse der WM für das Team Liqui Moly Husqvarna Intact GP auf einer Kalex. Er fuhr achtmal in die Punkteränge. Bestes Einzelresultat war der sechste Platz beim zweiten Saisonrennen, dem Großen Preis von Argentinien in Termas de Río Hondo. Mit 34 Punkten belegte er Rang 20 in der Gesamtwertung.

## Statistik

### Erfolge
- 1 Grand-Prix-Sieg

### In der Motorrad-Weltmeisterschaft
(Stand: Großer Preis von Österreich, 17. August 2025)
| Saison | Klasse | Team                           | Motorrad | Rennen | Siege | Zweiter | Dritter | Poles | Schn. Runden | Punkte | Ergebnis |
| ------ | ------ | ------------------------------ | -------- | ------ | ----- | ------- | ------- | ----- | ------------ | ------ | -------- |
| 2015   | Moto3  | Outox Reset Drink Team         | Mahindra | 18     | –     | –       | –       | –     | –            | 0      | NC       |
| 2016   | Moto3  | Platinum Bay Real Estate       | Mahindra | 18     | –     | –       | –       | –     | –            | 27     | 25.      |
| 2017   | Moto3  | Platinum Bay Real Estate       | KTM      | 13     | –     | –       | –       | –     | –            | 35     | 19.      |
| 2018   | Moto3  | Red Bull KTM Ajo               | KTM      | 16     | –     | –       | 1       | –     | 1            | 57     | 17.      |
| 2019   | Moto3  | CIP Green Power                | KTM      | 19     | –     | 1       | –       | –     | 1            | 54     | 22.      |
| 2020   | Moto3  | CIP Green Power                | KTM      | 15     | 1     | 1       | –       | 1     | 2            | 122    | 8.       |
| 2021   | Moto3  | Petronas Sprinta Racing        | Honda    | 18     | –     | 1       | 1       | 2     | 2            | 136    | 7.       |
| 2022   | MotoGP | WithU Yamaha RNF MotoGP Team   | Yamaha   | 20     | –     | –       | –       | –     | –            | 12     | 24.      |
| 2023   | Moto2  | Liqui Moly Husqvarna Intact GP | Kalex    | 14     | –     | –       | –       | –     | –            | 34     | 20.      |
| 2024   | Moto2  | Liqui Moly Husqvarna Intact GP | Kalex    | 20     | –     | –       | –       | –     | –            | 55     | 19.      |
| 2025   | Moto2  | Italjet Gresini Moto2          | Kalex    | 10     | –     | –       | –       | –     | –            | 12     | 21.      |
| Gesamt | Gesamt | Gesamt                         | Gesamt   | 181    | 1     | 3       | 2       | 3     | 6            | 544    |          |

Grand-Prix-Siege
| Saison | Klasse | Rennen     |
| ------ | ------ | ---------- |
| 2020   | Moto3  | Katalonien |

Einzelergebnisse
| Saison | 1        | 2           | 3           | 4          | 5          | 6          | 7                      | 8              | 9           | 10                     | 11          | 12                     | 13         | 14             | 15                  | 16             | 17         | 18                  | 19             | 20       | 21       | 22       |
| ------ | -------- | ----------- | ----------- | ---------- | ---------- | ---------- | ---------------------- | -------------- | ----------- | ---------------------- | ----------- | ---------------------- | ---------- | -------------- | ------------------- | -------------- | ---------- | ------------------- | -------------- | -------- | -------- | -------- |
| 2015   | Katar    | USA-Texas   | Argentinien | Spanien    | Frankreich | Italien    | Katalonien             | Niederlande    | Deutschland |                        | Tschechien  | Vereinigtes Konigreich | San Marino | Aragonien      | Japan               | Australien     | Malaysia   | \|\| \|\| \|\|      |                |          |          |          |
| 2015   | 19       | DNF         | 24          | 24         | DNF        | 18         | DNF                    | 19             | 20          | 27                     | 16          | DNF                    | 18         | DNF            | 27                  | DNF            | DNF        | 18                  |                |          |          |          |
| 2016   | Katar    | Argentinien | USA-Texas   | Spanien    | Frankreich | Italien    | Katalonien             | Niederlande    | Deutschland | Osterreich             | Tschechien  | Vereinigtes Konigreich | San Marino | Aragonien      | Japan               | Australien     | Malaysia   | \|\| \|\| \|\|      |                |          |          |          |
| 2016   | 23       | 30          | DNF         | DNF        | DNF        | DNF        | 12                     | 17             | DNF         | 17                     | DNF         | 21                     | DNF        | 26             | 22                  | 4              | 10         | 12                  |                |          |          |          |
| 2017   | Katar    | Argentinien | USA-Texas   | Spanien    | Frankreich | Italien    | Katalonien             | Niederlande    | Deutschland | Tschechien             | Osterreich  | Vereinigtes Konigreich | San Marino | Aragonien      | Japan               | Australien     | Malaysia   | \|\| \|\| \|\| \|\| |                |          |          |          |
| 2017   | 13       | 12          | 10          | 20         | DNF        | 4          | DNF                    | 13             | 10          |                        |             |                        |            | 22             | 20                  | 24             | DNF        | DNS                 |                |          |          |          |
| 2018   | Katar    | Argentinien | USA-Texas   | Spanien    | Frankreich | Italien    | Katalonien             | Niederlande    | Deutschland | Tschechien             | Osterreich  | Vereinigtes Konigreich | San Marino | Aragonien      | Thailand            | Japan          | Australien | Malaysia            | \|\| \|\| \|\| |          |          |          |
| 2018   | DNF      | 22          | 13          | DNS        | 10         | 13         | DNF                    | 7              |             | 23                     | 19          | C                      | 8          | 18             | DNF                 | 3              | 12         | 7                   | 19             |          |          |          |
| 2019   | Katar    | Argentinien | USA-Texas   | Spanien    | Frankreich | Italien    | Katalonien             | Niederlande    | Deutschland | Tschechien             | Osterreich  | Vereinigtes Konigreich | San Marino | Aragonien      | Thailand            | Japan          | Australien | Malaysia            | \|\| \|\| \|\| |          |          |          |
| 2019   | DNF      | 2           | 15          | 11         | DNF        | 10         | 15                     | DNF            | DNF         | 10                     | 15          | 12                     | DNF        | 17             | 20                  | DNF            | 6          | DNF                 | DNF            |          |          |          |
| 2020   | Katar    | Spanien     | Andalusien  | Tschechien | Osterreich | Steiermark | San Marino             | Emilia-Romagna | Katalonien  | Frankreich             | Aragonien   |                        | Europa     | Valencia       | \|\| \|\| \|\| \|\| |                |            |                     |                |          |          |          |
| 2020   | DNF      | 18          | 4           | 12         | 6          | 6          | DNF                    | DNF            | 1           | DNF                    | 2           | 8                      | 5          | 5              | 6                   |                |            |                     |                |          |          |          |
| 2021   | Katar    | Katar       | Portugal    | Spanien    | Frankreich | Italien    | Katalonien             | Deutschland    | Niederlande | Steiermark             | Osterreich  | Vereinigtes Konigreich | Aragonien  | San Marino     | USA-Texas           | Emilia-Romagna | Portugal   | \|\| \|\| \|\|      |                |          |          |          |
| 2021   | 3        | 2           | 20          | 22         | 20         | 5          | 5                      | 14             | 7           | 6                      | 9           | 7                      | 7          | 6              | 7                   | 4              | DSQ        | DNF                 |                |          |          |          |
| 2022   | Katar    | Indonesien  | Argentinien | USA-Texas  | Portugal   | Spanien    | Frankreich             | Italien        | Katalonien  | Deutschland            | Niederlande | Vereinigtes Konigreich | Osterreich | San Marino     | Aragonien           | Japan          | Thailand   | Australien          | Malaysia       | \|\|     |          |          |
| 2022   | 16       | 10          | 18          | 22         | 17         | DNF        | 17                     | 16             | 12          | DNF                    | DNF         | 20                     | DNF        | 16             | 18                  | DNF            | 21         | 14                  | DNF            | DNF      |          |          |
| 2023   | Portugal | Argentinien | USA-Texas   | Spanien    | Frankreich | Italien    | Deutschland            | Niederlande    | Kasachstan  | Vereinigtes Konigreich | Osterreich  | Katalonien             | San Marino | Indien         | Japan               | Indonesien     | Australien | Thailand            | Malaysia       | Katar    | Valencia |          |
| 2023   | 16       | 6           | DNS         |            |            | DNF        | DNF                    | 14             | C           | 15                     | DNF         |                        |            | 7              | 10                  | 13             | DNF        | 15                  | DNS            | 14       | 20       |          |
| 2024   | Katar    | Portugal    | USA-Texas   | Spanien    | Frankreich | Katalonien | Italien                | Niederlande    | Deutschland | Vereinigtes Konigreich | Osterreich  | Aragonien              | San Marino | Emilia-Romagna | Indonesien          | Japan          | Australien | Thailand            | Malaysia       | \|\|     |          |          |
| 2024   | 18       | 15          | 27          | 19         | 14         | 14         | DNF                    | 15             | 25          | 6                      | 7           | 9                      | 10         | 16             | 5                   | 15             | 12         | DNF                 | DNF            | 15       |          |          |
| 2025   | Thailand | Argentinien | USA-Texas   | Katar      | Spanien    | Frankreich | Vereinigtes Konigreich | Aragonien      | Italien     | Niederlande            | Deutschland | Tschechien             | Osterreich | Ungarn         | Katalonien          | San Marino     | Japan      | Indonesien          | Australien     | Malaysia | Portugal | Valencia |
| 2025   | 17       | 6           | DNS         | DNF        | 19         | WD         | INJ                    | DNF            | 21          | DNF                    | 15          | 17                     | 15         |                |                     |                |            |                     |                |          |          |          |

| Legende  | Legende            | Legende                                                          |
| Farbe    | Abkürzung          | Bedeutung                                                        |
| -------- | ------------------ | ---------------------------------------------------------------- |
| Gold     | –                  | Sieg                                                             |
| Silber   | –                  | 2. Platz                                                         |
| Bronze   | –                  | 3. Platz                                                         |
| Grün     | –                  | Platzierung in den Punkten                                       |
| Blau     | –                  | Klassifiziert außerhalb der Punkteränge                          |
| Violett  | DNF                | Rennen nicht beendet (did not finish)                            |
| Violett  | NC                 | nicht klassifiziert (not classified)                             |
| Rot      | DNQ                | nicht qualifiziert (did not qualify)                             |
| Rot      | DNPQ               | in Vorqualifikation gescheitert (did not pre-qualify)            |
| Schwarz  | DSQ                | disqualifiziert (disqualified)                                   |
| Weiß     | DNS                | nicht am Start (did not start)                                   |
| Weiß     | WD                 | zurückgezogen (withdrawn)                                        |
| Hellblau | PO                 | nur am Training teilgenommen (practiced only)                    |
| Hellblau | TD                 | Freitags-Testfahrer (test driver)                                |
| ohne     | DNP                | nicht am Training teilgenommen (did not practice)                |
| ohne     | INJ                | verletzt oder krank (injured)                                    |
| ohne     | EX                 | ausgeschlossen (excluded)                                        |
| ohne     | DNA                | nicht erschienen (did not arrive)                                |
| ohne     | C                  | Rennen abgesagt (cancelled)                                      |
| ohne     | keine WM-Teilnahme |                                                                  |
| sonstige | P/fett             | Pole-Position                                                    |
| sonstige | 1/2/3/4/5/6/7/8    | Punktplatzierung im Sprint-/Qualifikationsrennen                 |
| sonstige | SR/kursiv          | Schnellste Rennrunde                                             |
| sonstige | *                  | nicht im Ziel, aufgrund der zurückgelegten Distanz aber gewertet |
| sonstige | ()                 | Streichresultate                                                 |
| sonstige | unterstrichen      | Führender in der Gesamtwertung                                   |